# U.S. Women's Hard Court Championships 1989
U.S. Women's Hard Court Championships 1989 — жіночий тенісний турнір, що проходив на відкритих кортах з твердим покриттям у Сан-Антоніо (США). Належав до турнірів 3-ї категорії в рамках Туру WTA 1989. Тривав з 27 лютого до 5 березня 1989 року.

## Фінальна частина

### Одиночний розряд
Штеффі Граф —  Енн Гендрікссон 6–1, 6–4
- Для Граф це був 3-й титул за сезон і 41-й — за кар'єру.

### Парний розряд
Катріна Адамс /  Пем Шрайвер —  Патті Фендік /  Джилл Гетерінгтон 3–6, 6–1, 6–4
- Для Адамс це був 2-й титул за сезон і 6-й — за кар'єру. Для Шрайвер це був 4-й титул за сезон і 120-й — за кар'єру.